# 布莱克特环形山
布莱克特环形山（Blackett）是位于月球背面南半部一座古老的大撞击坑，约形成于45.5-39.2亿年前的前酒海纪，其名称取自英国物理学家、1948年诺贝尔物理学奖得主帕特里克·布莱克特（1897年-1974年），1979年被国际天文学联合会批准接受。

## 描述

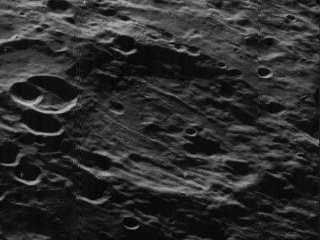
月球轨道器5号拍摄的西向斜视图

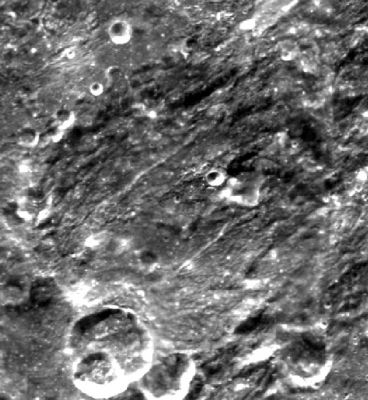
克莱门汀号拍摄的图像

该陨坑西南部分覆盖在斯特森环形山上，西北靠近布劳威尔环形山、钱特陨石坑位于它的东南、而往西北800公里则坐落了巨大的东方海，它形成时的溅射物在布莱克特环形山所在的月表上凿刻出一些径向的沟壑。
该陨坑中心月面坐标为37°33′S 115°50′W / 37.55°S 115.84°W，直径145.31公里，深度约2.97公里。
布莱克特环形山的大部分区域，尤其是西半侧已被东方海形成时抛射的喷出物严重损毁，沿南侧坑壁坐落了数座小浅坑，西侧和西北段坑壁也覆盖有一些大小不一的撞击坑。该环形山坑壁最大高出周边地形1720米，内部容积约23523立方千米。坑底布满东方海撞击盆地的喷出物而变得崎岖凹凸，只有西南部略保留有原先平坦的地貌。

## 卫星陨石坑
按惯例，最靠近布莱克特环形山的卫星坑在月图上以字母标注在该坑中心点的旁边。

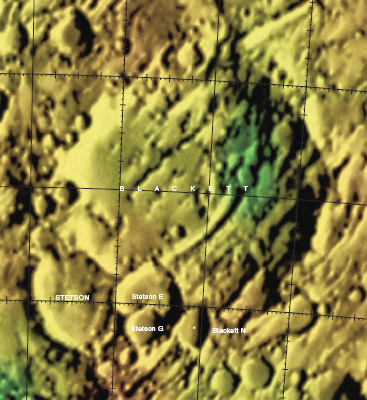
LAC-122 区域图.

| 布莱克特 | 纬度     | 经度      | 直径      |
| -------- | -------- | --------- | --------- |
| N        | 40.09° S | 116.21° W | 26.10公里 |

## 另请参阅
- Andersson, L. E.; Whitaker, E. A. . NASA RP-1097. 1982.
- Blue, Jennifer. . USGS. July 25, 2007  [2007-08-05]. （原始内容存档于2018-12-25）.
- Bussey, B.; Spudis, P. . New York: Cambridge University Press. 2004. ISBN 978-0-521-81528-4.
- Cocks, Elijah E.; Cocks, Josiah C. . Tudor Publishers. 1995. ISBN 978-0-936389-27-1.
- McDowell, Jonathan. . Jonathan's Space Report. July 15, 2007  [2007-10-24]. （原始内容存档于2018-12-25）.
- Menzel, D. H.; Minnaert, M.; Levin, B.; Dollfus, A.; Bell, B. . Space Science Reviews. 1971, 12 (2): 136–186. Bibcode:1971SSRv...12..136M. doi:10.1007/BF00171763.
- Moore, Patrick. . Sterling Publishing Co. 2001. ISBN 978-0-304-35469-6.
- Price, Fred W. . Cambridge University Press. 1988. ISBN 978-0-521-33500-3.
- Rükl, Antonín. . Kalmbach Books. 1990. ISBN 978-0-913135-17-4.
- Webb, Rev. T. W.  6th revised. Dover. 1962. ISBN 978-0-486-20917-3.
- Whitaker, Ewen A. . Cambridge University Press. 1999. ISBN 978-0-521-62248-6.
- Wlasuk, Peter T. . Springer. 2000. ISBN 978-1-85233-193-1.